# Pod People
Pod People – australijski zespół wykonujący sludge/death doom metal. Powstał w mieście Canberra w 1993.

## Członkowie

### Obecni
- Brad Nicholson - śpiew (1993-obecnie)
- Dave Dryden - gitara basowa (1996-obecnie)
- Maggs - perkusja (1996-obecnie)
- Josh Nixon - gitara (1996-obecnie)
- Mel Walker - gitara (1996-obecnie)

### Byli członkowie
- Duncan - gitara basowa (1993-1995)
- Adrian - perkusja (1993-1995)
- Van - gitara (1993-1995)
- Paul Carey - gitara (1993-1995)[1]

## Dyskografia
- Pod People (1995, EP)
- Swingin' Beef (1998, EP)
- Soil (1999, EP)
- Doom Saloon (2002, LP)
- In the End (2005, split)
- Mons Animae Mortuorum (2008, LP)[3]